# Martin Bergvold
Martin Bergvold (Rødovre, 20 febbraio 1984) è un ex calciatore danese, di ruolo centrocampista.

## Carriera

### Club
Ha cominciato la sua carriera nel piccoli club del Rødovre Boldklub e del Boldklubben Avarta. Successivamente è passato al Kjøbenhavns Boldklub, il club riserve del F.C. Copenaghen squadra della prima divisione danese.
Ha fatto il suo debutto in prima squadra nel dicembre 2002, ed ha contribuito alla vittoria del titolo dell'F.C. Copenhagen. Il suo primo gol è invece datato marzo 2004 e in quell'anno la sua squadra ha vinto il campionato. Ha segnato anche durante la Danish cup dello stesso anno, non giocando però la finale, vinta comunque dal Copenhagen per 1-0 contro l'Aalborg BK.
Nella stagione 2005-2006, vinta ancora dal Copenhagen, ha giocato regolarmente e si è guadagnato la convocazione nella selezione Under-21 per il Campionato europeo di calcio Under-21 2006 nel maggio 2006.
Passato al Livorno, ha esordito in Serie A il 31 gennaio 2007 in Fiorentina-Livorno (2-1); l'11 novembre dello stesso anno segna la sua prima rete italiana contro il Siena.
Retrocesso, segna due importanti gol per la squadra: il primo in campionato contro il Grosseto (partita vinta 3-2 in rimonta) con un grande tiro a giro nell'angolino dal limite dell'area, e il secondo contro il Brescia nella finale play-off.
Vincendo questa partita, il Livorno torna nella massima serie e Bergvold segna il suo secondo gol in Serie A (il primo della squadra nel 2010) contro la Lazio. Il giocatore segnerà il suo quinto gol con la maglia amaranto nella partita casalinga contro il Catania che, nonostante la vittoria per 3-1, condanna la squadra alla Serie B.
A fine campionato, Bergvold non rinnova il triennale con il Livorno e viene acquistato a parametro zero dal suo club di partenza: l'FC Copenaghen. Passò poi in prestito al Lyngby. Durante la sua esperienza livornese non ha mai mantenuto lo stesso numero di maglia per più di un anno: avendo avuto il 9, appena prelevato dal Copenaghen a gennaio 2008, il 6 nella stagione 2008-2009 e l'8 nel 2009-2010.
Nel 2012 il giocatore si trasferisce all'Esbjerg fB, formazione danese. Il 9 gennaio 2015 l'Esbjerg fB comunica che il giocatore si è trasferito al Vendsyssel FF, sempre una squadra danese. Ad agosto 2016 ritorna a giocare in Italia, lo ingaggia di nuovo il Livorno appena retrocesso in Lega Pro.

### Nazionale
Ha giocato molte partite con le selezioni nazionali giovanili, di cui è stato spesso il capitano, e nel 2000 ha ricevuto il premio di giocatore danese U-17 dell'anno.
Ha giocato 3 partite prima dell'eliminazione della Danimarca dal Campionato europeo di calcio Under-21 2006.

## Statistiche

### Presenze nei club
Statistiche aggiornate al 27 aprile 2017.
| Stagione          | Squadra           | Campionato        | Campionato | Campionato | Coppe nazionali | Coppe nazionali | Coppe nazionali | Coppe continentali | Coppe continentali | Coppe continentali | Altre coppe | Altre coppe | Altre coppe | Totale | Totale | Totale |
| Stagione          | Squadra           | Comp              | Pres       | Reti       | Comp            | Pres            | Reti            | Comp               | Pres               | Reti               | Comp        | Pres        | Reti        | Pres   | Reti   |        |
| ----------------- | ----------------- | ----------------- | ---------- | ---------- | --------------- | --------------- | --------------- | ------------------ | ------------------ | ------------------ | ----------- | ----------- | ----------- | ------ | ------ | ------ |
| gen.-giu. 2007    | Livorno           | A                 | 5          | 0          | CI              | -               | -               | -                  | -                  | -                  | -           | -           | -           | 5      | 0      |        |
| 2007-2008         | Livorno           | A                 | 13         | 1          | CI              | 0               | 0               | -                  | -                  | -                  | -           | -           | -           | 13     | 1      |        |
| 2008-2009         | Livorno           | B                 | 27+3       | 1+1        | CI              | 2               | 0               | -                  | -                  | -                  | -           | -           | -           | 32     | 2      |        |
| 2009-2010         | Livorno           | A                 | 23         | 2          | CI              | 3               | 0               | -                  | -                  | -                  | -           | -           | -           | 26     | 2      |        |
| 2010-2011         | Copenaghen        | SL                | 6          | 0          | CD              | 0               | 0               | UCL                | 1                  | 0                  | -           | -           | -           | 7      | 0      |        |
| 2011-gen. 2012    | Copenaghen        | SL                | 3          | 0          | CD              | 2               | 0               | UCL+UEL            | 0+1                | 0                  | -           | -           | -           | 6      | 0      |        |
| gen.-giu. 2012    | Lyngby            | SL                | 11         | 0          | CD              | -               | -               | -                  | -                  | -                  | -           | -           | -           | 11     | 0      |        |
| ago. 2012         | Copenaghen        | SL                | 2          | 0          | CD              | 0               | 0               | UCL                | 0                  | 0                  | -           | -           | -           | 2      | 0      |        |
| Totale Copenaghen | Totale Copenaghen | Totale Copenaghen | 11         | 0          |                 | 2               | 0               |                    | 2                  | 0                  |             | -           | -           | 15     | 0      |        |
| ago. 2012-2013    | Esbjerg           | SL                | 9          | 0          | CD              | 3               | 0               | -                  | -                  | -                  | -           | -           | -           | 12     | 0      |        |
| 2013-2014         | Esbjerg           | SL                | 17         | 0          | CD              | 2               | 0               | UEL                | 7                  | 0                  | -           | -           | -           | 26     | 0      |        |
| 2014-gen. 2015    | Esbjerg           | SL                | 1          | 0          | CD              | 3               | 0               | UEL                | 1                  | 0                  | -           | -           | -           | 5      | 0      |        |
| Totale Esbjerg    | Totale Esbjerg    | Totale Esbjerg    | 27         | 0          |                 | 8               | 0               |                    | 8                  | 0                  |             | -           | -           | 43     | 0      |        |
| gen.-giu. 2015    | Vendsyssel        | 1D                | 14         | 3          | CD              | -               | -               | -                  | -                  | -                  | -           | -           | -           | 14     | 3      |        |
| 2015-2016         | Vendsyssel        | 1D                | 21         | 1          | CD              | 1               | 0               | -                  | -                  | -                  | -           | -           | -           | 22     | 1      |        |
| Totale Vendsyssel | Totale Vendsyssel | Totale Vendsyssel | 35         | 4          |                 | 1               | 0               |                    | -                  | -                  |             | -           | -           | 36     | 4      |        |
| 2016-gen. 2017    | Livorno           | LP                | 4          | 0          | CI+CI-LP        | 0+1             | 0+0             | -                  | -                  | -                  | -           | -           | -           | 5      | 0      |        |
| Totale Livorno    | Totale Livorno    | Totale Livorno    | 72+3       | 4+1        |                 | 6               | 0               |                    | -                  | -                  |             | -           | -           | 81     | 5      |        |
| 2017              | HB Tórshavn       | FD                | 11         | 1          | CFO             | 2               | 1               | -                  | -                  | -                  | -           | -           | -           | 13     | 2      |        |
| Totale carriera   | Totale carriera   | Totale carriera   | 158+3      | 8+1        |                 | 17              | 0               |                    | 10                 | 0                  |             | -           | -           | 188    | 9      |        |

## Palmarès

### Club

#### Competizioni nazionali
- Campionato danese: 4

Copenaghen: 2002-2003, 2003-2004, 2005-2006, 2010-2011
- Coppa di Danimarca: 2

Copenaghen: 2003-2004
Esbjerg: 2012-2013
- Supercoppa di Danimarca: 1

Copenaghen: 2004
- Royal League: 2

Copenaghen: 2004-2005, 2005-2006